# Порожній рядок
В інформатиці та теорії формальних мов, порожній рядок (або null рядок) це особливий рядок нульової довжини. Він позначається як λ або іноді Λ чи ε.
Порожній рядок не те саме, що нульовий вказівник, який в дійсності не посилається на порожній рядок і виконання операцій над ним веде до виникнення помилок. Попри те, що порожній рядок не містить символьних даних, в пам'яті він займає місце. Наприклад, порожній рядок може містити позначку довжини або термінальний символ.

## Властивості
В формальних мовах, порожній рядок має декілька властивостей:
- {\displaystyle |\lambda \,|=0}. Його довжина дорівнює нулю.
- {\displaystyle \lambda \,+s=s+\lambda \,=s}. Для конкатенації, порожній рядок є нейтральним елементом моноїду скінченних послідовностей (рядків) над абеткою Σ.
- {\displaystyle {\lambda \,}^{R}=\lambda \,}. Оборотний рядок до порожнього є порожнім.
- Порожній рядок передує будь-якому іншому рядку в лексикографічному порядку.[2]

Ці властивості можуть зберігатися в деяких мовах програмування.

## Представлення
Порожній рядок зазвичай представляють так само як і інші рядки. В реалізаціях з термінальним символом це лише термінальний символ розташований в першій позиції.
| Мова програмування | λ представлення      |
| ------------------ | -------------------- |
| C, C++             | "" {'\0'}            |
| C++                | std::string()        |
| Objective-C        | @""                  |
| Perl               | "" '' qw()           |
| Python             | "" '' """""" str()   |
| C Sharp            | "" string.Empty      |
| Visual Basic .NET  | "" String.Empty      |
| PHP                | "" ''                |
| Java               | ""                   |
| Javascript         | '' ""                |
| Haskell            | ""                   |
| OCaml              | "" String.make 0 '-' |
| Delphi, Pascal     | ''                   |
| Tcl                | "" {}                |